# بيت الهوطلي (ساة)
'

تعديل مصدري - تعديل

بيت الهوطلي هي إحدى قرى عزلة ساه بمديرية ساة التابعة لمحافظة حضرموت، بلغ تعداد سكانها 731 نسمة حسب تعداد اليمن لعام 2004.